# Ризаев, Наби Убайдуллаевич
Наби Убайдуллаевич Ризаев (15 марта 1929, Наманган, Андижанский округ — 9 октября 2000) — узбекский учёный в области химических технологий и химического машиностроения. Доктор технических наук, профессор.

## Биография
Родился 15 марта 1929 года в городе Наманган Узбекской ССР.
Окончил химико-технологический факультет Среднеазиатского политехнического института (1949) по специальности «Технология жиров» с квалификацией инженера-технолога.
В 1949—1950 годы работал инженером Каттакурганского маслоэкстракционного завода, в 1950—1951 годы — главным инженером Канибадамского маслоэкстракционного завода, в 1951—1952 — главным инженером «Узглавмолмясопрома».
В 1952—1953 годы слушатель курсов Министерства государственного контроля СССР. В 1953—1956 годы аспирант Московского химико-технологического института имени Д. И. Менделеева на кафедре «Процессы и аппараты химической технологии» (научный руководитель А. Г. Касаткин). В 1957 защитил кандидатскую диссертацию на тему «Исследование процесса массопередачи при адсорбции растворенных веществ из растворов».
В 1957—1959 годы ассистент, в 1959—1966 годы доцент кафедры «Процессы и аппараты» и заведующий лабораторией. С 1966 года проректор Ташкентского политехнического института.
В 1965 году защитил докторскую диссертацию на тему «Исследование процесса массообмена в условиях адсорбции из растворов».
С 1969 по 1978 год заведовал им же созданным отделом «Процессы и аппараты химической технологии» НИИ химии и технологии хлопковой целлюлозы (НИИХТЦ) Министерства химической промышленности СССР. В НИИ руководил научными исследованиями теоретических основ технологии производства химических волокон и высокочистых веществ.
С 1978 года проректор по науке, в 1986—1989 годы профессор кафедры «Теплотехника и гидравлика» Ташкентского института текстильной и лёгкой промышленности.
С 1989 года заведующий кафедрой «Гидравлика и гидравлические машины», с 1996 по 2000 год профессор кафедры «Химия» Ташкентского автодорожного института.
Один из основоположников научных направлений в области технологии экстракционного и ионобменного процессов, процессов и аппаратов химической технологии.
Автор более 500 научных трудов, в том числе 5 монографий и 42 изобретений. Под его руководством подготовлено более 100 кандидатов наук и более 10 человек защитили докторские диссертации. Среди его учеников академики Соибжон Нигматов, Закиржон Салимов и Надирбек Юсупбеков, профессора И. П. Левш, М. Юсипов, У. Саидахмедов.
С 1982 по 1986 год председатель Федерации борьбы Узбекской ССР и член Олимпийского комитета СССР.
Заслуженный деятель науки и техники Республики Узбекистан. В 2000 году награждён медалью «Шухрат». В 1961 г. награждался Большой серебряной медалью ВДНХ — за научное руководство разработкой и внедрением способа для извлечения винной кислоты из отходов.
Умер 9 октября 2000 года.

## Сочинения
- Производство органических веществ из их экстрактов методом адсорбции / М-во высш. и сред. спец. образования УзССР. Ташк. политехн. ин-т. — Ташкент : Наука, 1965. — 236 с. : черт.; 22 см.
- Основы оптимизации экстракционной и ионообменной технологии : [Для хим.-технол. специальностей вузов] / Н. У. Ризаев, Н. Р. Юсупбеков, М. М. Юсипов. — Ташкент : Укитувчи, 1975. — 247 с. : ил.; 22 см.
- Ионообменное производство высокочистых веществ / Н. У. Ризаев; Ташк. ин-т текстил. и лег. пром-сти им. Юлдаша Ахунбабаева. — Ташкент : Фан, 1987. — 95,[2] с. : ил.; 20 см.